# Нэфис (футбольный клуб)
ФК «Нэфис» (с тат. — «нәфис» — восхитительный, изысканный) — российская футбольная команда из Казани.

## История
Клуб был создан по инициативе руководителей татарской косметической компании «Нэфис» в апреле 2021 года. В первом сезоне стал участником Высшей лиги Татарстана и в итоге — победителем чемпионата республики сезона 2021 года.
Под руководством Рината Билялетдинова команда выиграла чемпионат республики 2022 года, а также одержала победу в кубке Татарстана и приняла участие в Кубке России сезона 2022/23, уступив в первом раунде Пути регионов «Химику-Августу» (0:1).
В 2021 и 2022 годах в СМИ сообщалось о намерении клуба сыграть во Второй лиге. В 2023 году на базе «Нэфиса» был воссоздан «Рубин-2», заявившийся в дивизион «Б» Второй лиги.

## Результаты выступлений
| Год  | Соревнование                   | Соревнование                   | Уровень | Место   | И  | В  | Н | П | Мячи  | Очки | Кубок России        | Кубок Республики Татарстан | Примечания                    |
| ---- | ------------------------------ | ------------------------------ | ------- | ------- | -- | -- | - | - | ----- | ---- | ------------------- | -------------------------- | ----------------------------- |
| 2021 | Чемпионат Республики Татарстан | Казанская группа               | 5       | 1 из 6  | 10 | 9  | 1 | 0 | 44-9  | 28   | Не участвовал       | 1/8                        | Выход в группу за 1-6 места   |
| 2021 | Чемпионат Республики Татарстан | Группа за 1-6 места            | 5       | 1 из 6  | 10 | 7  | 3 | 0 | 25-5  | 24   | Не участвовал       | 1/8                        | Зона выхода в Третий дивизион |
| 2022 | Чемпионат Республики Татарстан | Казанская группа               | 5       | 1 из 7  | 12 | 10 | 1 | 1 | 34-11 | 31   | 1/256 пути регионов | победитель                 | Выход в группу за 1-6 места   |
| 2022 | Чемпионат Республики Татарстан | Группа за 1-6 места            | 5       | 1 из 6  | 10 | 7  | 2 | 1 | 23-9  | 23   | 1/256 пути регионов | победитель                 | Зона выхода в Третий дивизион |
| 2023 | Чемпионат Республики Татарстан | Чемпионат Республики Татарстан | 5       | 4 из 11 | 20 | 13 | 4 | 3 | 51-29 | 42   | Не участвовал       | финал                      |                               |

1. 1 2  Приведены показатели турнирной таблицы второго этапа. На втором этапе учитывались показатели четырёх матчей первого этапа (с ещё двумя командами, вышедшими из Казанской группы) и проводилось шесть матчей с тремя командами, вышедшими из Закамской группы.

## Стадион
Главной домашней ареной «Нэфиса» является стадион «Электрон» в Казани, вмещающий 3000 зрителей. Арена была перестроена к чемпионату мира 2018 года, посажена новая натуральная трава. Неподалёку расположен тренировочный центр для молодёжных клубов.
Домашний матч Кубка России против «Химика-Августа» из Вурнар 17 августа 2022 года «Нэфис» провёл на Центральном стадионе.

## Цвета формы
Домашняя форма «Нэфиса» — красного цвета с красными шортами и красными гетрами. Эта экипировка используется с момента основания клуба в 2021 году.

## Достижения
Чемпионат Татарстана
- Чемпион: 2021, 2022

Кубок Татарстана
- Обладатель: 2022

Суперкубок Татарстана
- Обладатель: 2023[12][21]

Кубок Федерации футбола Республики Татарстан
- Победитель (2)[11]: 2022[22], 2023[23]